# San Isidro el Puente
San Isidro el Puente är en ort i Mexiko.   Den ligger i kommunen Azoyú och delstaten Guerrero, i den sydöstra delen av landet, 300 km söder om huvudstaden Mexico City. San Isidro el Puente ligger 180 meter över havet och antalet invånare är 656.
Terrängen runt San Isidro el Puente är kuperad åt nordost, men åt sydväst är den platt. Terrängen runt San Isidro el Puente sluttar söderut. Runt San Isidro el Puente är det ganska glesbefolkat, med 34 invånare per kvadratkilometer. Närmaste större samhälle är Azoyú, 9,1 km norr om San Isidro el Puente. Omgivningarna runt San Isidro el Puente är en mosaik av jordbruksmark och naturlig växtlighet.